# 伊号第三百五十一潜水艦
| 伊351の艦橋部 | |
| 艦歴          | |
| 計画          | 昭和16年度(マル追計画)                                                                                    |
| 起工          | 1943年5月1日                                                                                              |
| 進水          | 1944年2月24日                                                                                             |
| 就役          | 1945年1月28日竣工                                                                                         |
| その後        | 1945年7月14日沈没 7月31日喪失認定                                                                         |
| 除籍          | 1945年9月15日                                                                                             |
| 性能諸元      | |
| 排水量        | 基準2,650ｔ、常備3,512t 水中4,290ｔ                                                                       |
| 全長          | 111.00m                                                                                                   |
| 全幅          | 10.15m |
| 吃水          | 6.14m |
| 機関          | 艦本式22号10型ディーゼル2基2軸 水上：3,700馬力 水中：1,200馬力                                            |
| 速力          | 水上：15.8kt 水中：6.3kt                                                                                  |
| 航続距離      | 水上：14ktで13,000海里（24,050km） 水中：3ktで100海里（185km）                                            |
| 燃料          | 重油：590トン                                                                                             |
| 乗員          | 77名 |
| 兵装          | 8cm迫撃砲連装2基4門 25mm機銃連装3基、単装1挺 （もしくは3連装1基、連装2基） 53cm魚雷発射管 艦首4門 魚雷4本 |
| 備考          | 安全潜航深度：90m 補給用ガソリン：500kl                                                                   |

伊号第三百五十一潜水艦（いごうだいさんびゃくごじゅういちせんすいかん）は、大日本帝国海軍の潜水艦。いわゆる潜水タンカー。計画名は潜補型、補給潜、あるいは潜水艦（補）で、艦型名は伊三百五十一型。同型の完成艦はない。

## 概要
日本海軍では、真珠湾攻撃の5年前から航空機によるハワイ攻撃作戦の研究が組織的に進められていた。
1936年（昭和11年）に海軍大学校がまとめた文書、「対米作戦用兵ニ関スル研究」には、「開戦前敵主要艦艇特ニ航空母艦AL（＝真珠湾）ニ在泊スル場合ハ敵ノ不意ニ乗ジ航空機（空母（艦載機）並ニ中艇、大艇）ニ依ル急襲ヲ以テ開戦スルノ着意アルヲ要ス」とある。
もし対米戦が始まっても、アメリカ艦隊が出撃して来なければ、日本海軍の想定した速戦即決の艦隊決戦は起きない。そこで敵の根拠地である真珠湾を航空機で（宣戦布告前に）奇襲攻撃することで開戦し、アメリカ艦隊に早期の出撃を強要することを考えたのである。その奇襲攻撃には空母艦載機の他に、航続力の大きい飛行艇（大艇、中艇）を使用するつもりだったのである。
この文書には、続いて「而シテ現状ニ於テハ大艇、中艇ハGK（＝マーシャル諸島）東端付近ヨリ出発シ予メ洋上静穏ナル地域ニ配備セル水上機母艦ニ於テ中継補給ヲ行フ等ノ手段ヲ講ズルヲ要ス」とある。
この手段を水上艦艇で具体化したものが飛行艇母艦秋津洲であり、潜水艦で具体化したものが「潜補型」であった。
「潜補型」は飛行艇の燃料補給を行うために設計された潜水艦で、建造途中で離島基地への補給任務に更にガソリン輸送艦に変更された。海軍はマル追計画と⑤計画で各3隻、計6隻の建造を目論んだが、⑤計画艦は改⑤計画へ移行した際に全て削除され、マル追計画艦も戦局の悪化に伴って1隻が命名前に建造中止となり、2番艦伊352は、呉工廠で建造中の1945年（昭和20年）6月に空襲を受け沈没し、最終的に1番艦の伊351だけが1945年（昭和20年）1月に竣工した。補給用燃料を大量に搭載するために、水上機を搭載しない潜水艦としては日本で最大の排水量を持つ艦となった。その伊351は第二次世界大戦末期にシンガポールからのガソリン及び航空要員の輸送任務に従事したが、7月14日にボルネオ島沖でアメリカ海軍の潜水艦ブルーフィッシュの攻撃で撃沈された。

## 艦歴
マル追計画の潜水艦（補）、第655号艦型の1番艦、仮称艦名第655号艦として計画。
1943年5月1日、呉海軍工廠で起工。12月22日、伊号第三百五十一号潜水艦と命名されて伊三百五十一型潜水艦の1番艦に定められ、本籍を呉鎮守府と仮定。
1944年2月24日進水し、本籍を呉鎮守府と定められる。9月7日、艤装員事務所を呉海軍工廠内に設置し事務開始。
1945年1月28日竣工し、艤装員事務所を撤去。同日付で第6艦隊第11潜水戦隊に編入され、4月4日まで伊予灘で訓練に従事。4月4日、第6艦隊第15潜水隊に編入。4月中は内海西部で待機。
シンガポールからのガソリン輸送任務に投入され、5月1日に呉発。5月15日にシンガポール到着。ガソリンを搭載して6月3日に佐世保に到着した。6月22日、再び佐世保からシンガポールへと向かう。7月6日にシンガポールに到着し、航空用ガソリン500キロリットルを積載。他便乗者42名を乗せて7月21日に佐世保へ向けシンガポールを出発。7月14日、南シナ海で浮上航行中のところをアメリカ潜水艦ブルーフィッシュに発見され、ブルーフィッシュは魚雷2本を発射。それが命中して沈没し、110名が戦死。3名がブルーフィッシュに救助された。
7月31日、南シナ海で喪失と認定。9月15日除籍。

## 潜水艦長
艤装員長
1. （兼）田上明次 中佐：1944年8月25日[17] - 1944年10月10日[18] （本職：呉海軍工廠潜水艦部部員）
2. 南部伸清 少佐：1944年10月10日[19] - 1944年12月11日[20]
3. 岡山登 少佐：1944年12月11日[20] - 1945年1月28日[21]

潜水艦長
1. 岡山登 少佐：1945年1月28日[21] - 1945年7月31日 戦死認定、同日付任海軍中佐[22]

## 同型艦
伊号第三百五十二潜水艦 (仮称艦名第656号艦)
1943年11月8日呉海軍工廠で起工、1944年4月23日進水、1945年6月22日工程90%で空襲により沈没。1948年解体。
仮称艦名第657号艦
1943年建造取止